# Fligely-fok
A Fligely-fok (oroszul: Мыс Флигели) Európa, Eurázsia és Oroszország legészakibb pontja, az Északi-sarktól 911 km-re a Ferenc József-földön lévő Rudolf-szigeten található. A földrajzi pont az osztrák August von Fligely térképészről kapta a nevét. 1874-ben fedezte fel az osztrák-magyar északi-sarki expedíció.